# Memnou Al Rjel
Memnou Al Rjel, « Interdit aux hommes », en français, est une émission de télévision féminine présentée par cinq animatrices. Elle est diffusée chaque mardi à 21 h 05 sur Nessma.

## Contexte
Cette émission est le premier grand talk show hebdomadaire féminin diffusé au Maghreb. Elle s'adresse aux quarante millions de femmes maghrébines ainsi qu'aux hommes qui sauront de quoi parlent les femmes entre elles.

## Animatrices
- Kaoutar Boudarraja (animatrice principale)
- Kawther El Bardi (rubrique famille)
- Malek Labidi (rubrique art culinaire)
- Asma Bentahar (rubrique Made in Asma)
- Rym Ben Messaoud (rubrique Art de vivre)

## Saison
- Saison 1 : 7 septembre 2010-?
- Saison 2 : 6 septembre 2011-17 juillet 2012